# یان ژلزنی
یان ژلزنی (به چکی: Jan Železný) (زادهٔ ۱۶ ژوئن ۱۹۶۶ در ملادا بلسلاو، چکسلواکی) قهرمان جهان و المپیک و رکورددار پرتاب نیزهٔ جهان در ورزش دو و میدانی است. وی از سال ۱۹۹۳ تاکنون رکورددار این رشته‌است و هر پنج پرتاب برتر تاریخ این رشته توسط یان ژلزنی انجام شده‌اند. وی ۳ مدال طلا و یک مدال نقره المپیک و سه مدال طلا و دو مدال برنز قهرمانی جهان را برای چکسلواکی و جمهوری چک به‌دست آورده‌است.
رکورد جهانی یان ژلزنی ۹۸٬۴۸ متر است که در سال ۱۹۹۶ به‌دست آمده‌است. تا اوت سال ۲۰۱۳، درمجموع ۹۹ بار ورزشکاران این رشته پرتاب‌های بیش از ۹۰متری داشته‌اند که ۵۳ بار آنها توسط ژلزنی انجام شده‌است.
ژلزنی در سال ۲۰۰۰ به‌عنوان بهترین ورزشکار رشتهٔ دو و میدانی توسط فدراسیون جهانی این رشته انتخاب شد. وی ۳ بار ورزشکار سال جمهوری چک و دو بار بهترین ورزشکار دو و میدانی اروپا انتخاب شده‌است.
ژلزنی مربی باربورا اشپوتاکووا، رکورددار پرتاب نیزهٔ بانوان جهان و قهرمان پرتاب نیزهٔ بانوان المپیک ۲۰۱۲ لندن و نیز ویچسلاو وسلی، قهرمان جهان ۲۰۱۳ پرتاب نیزه است.